# Супониди
Супонидите (на латински: Supponids; на френски: Supponidi) са франкска благородническа фамилия в Каролингското Средновековно кралство Италия (regnum Italicum) през 9 век.
Основател на фамилията е Супо I (+ 5 март 824), който през 817 г. е граф на Бреша, Парма, Пиаченца, Модена и Бергамо и между 822 и 824 г. e херцог на Сполето. Дъщерята на Аделчис I,
граф на Парма, Енгелберга (* 830; + 896/901), се омъжва на 5 октомври 851 г. за крал Лудвиг II (+ 12 август 875)

## Известни членове
- Супо I
- Супо II, граф на Парма, Асти и Торино
- Супо II (III)
- Супо IV, граф на Модена
- Мауринг
- Аделчис I
- Енгелберга
- Бозо
- Вифред